# Nestelbach im Ilztal
Nestelbach im Ilztal ist eine ehemalige Gemeinde mit 1.154 Einwohnern (Stand: 1. Jänner 2023) im Gerichtsbezirk Fürstenfeld bzw. politischem Bezirk Hartberg-Fürstenfeld in der Steiermark.
Im Rahmen der steiermärkischen Gemeindestrukturreform wurde sie mit 1. Jänner 2015 bei der Gemeinde Ilz eingemeindet. Grundlage dafür war das Steiermärkische Gemeindestrukturreformgesetz – StGsrG. Eine Beschwerde, die von der Gemeinde gegen die Zusammenlegung beim Verfassungsgerichtshof eingebracht wurde, war nicht erfolgreich.

## Geografie
Nestelbach liegt im Ilztal in der Steiermark.
Das ehemalige Gemeindegebiet umfasste fünf Ortschaften (Einwohner am 1. Jänner 2024):
- Eichberg bei Hartmannsdorf (79)
- Hochenegg (313)
- Mutzenfeld (55)
- Nestelbach im Ilztal (595)
- Nestelberg (132)

Katastralgemeinden waren (Fläche Stand 31. Dezember 2023):
- Eichberg (249,99 ha)
- Hochenegg (426,25 ha)
- Mutzenfeld (185,01 ha)
- Nestelbach (496,26 ha)
- Nestelberg (84,69 ha)

Das Ortsgebiet von Nestelbach wird vom gleichnamigen Nestelbach durchflossen, der südlich des Ortsgebiets in die Ilz mündet.

### Eingemeindungen
Die Katastralgemeinde Nestelberg mit Pöngraben gehörte seit 1849 zur Gemeinde Nestelbach; die Gemeinden Hochenegg mit Hofing sowie Eichberg wurden erst 1968 und Mutzenfeld 1969 mit Nestelbach unter dem Namen Nestelbach im Ilztal vereinigt. Die ehemalige Gemeinde Nestelbach wurde nach der neuen Gemeindestrukturreform ab 1. Jänner 2015 mit der Gemeinde Ilz fusioniert.

### Nachbarorte
| Sinabelkirchen      | Gersdorf an der Feistritz                   | Gersdorf an der Feistritz   |
| Sinabelkirchen      | Kompassrose, die auf Nachbargemeinden zeigt | Ilz                         |
| Markt Hartmannsdorf | Markt Hartmannsdorf                         | Ottendorf an der Rittschein |

## Geschichte
Der Ort wird 1342 als Nestelpach und 1351 als Nezzelbach im Besitz der Herrschaft Riegersburg erstmals urkundlich erwähnt. Die Ortschaft bestand aus einem Hof, dem ein einzeiliges Bauerndorf angeschlossen war, ein Siedlungstyp, der zeitlich vor dem 12. Jahrhundert einzureihen ist. Der Hof zu Nestelbach wird noch 1542 genannt, seine Hoffelder weist sogar der Kataster von 1822 aus. Nestelbach war ständig feindlichen Angriffen aus dem Osten ausgesetzt. Beim verheerenden Kuruzzeneinfall im Jahr 1704 wurde der Ort ausgeplündert und zehn Gehöfte abgebrannt.
Da die Dörfer und Ortschaften jahrhundertelang Bestandteile der Herrschaften Feistritz bei Ilz und Riegersburg waren, werden sie erst spät schriftlich erwähnt.
Eichberg wird 1400 bei der Kaplaneinstiftung im Schloss Feistritz erwähnt. Die Gründung des Nachbardorfes Hochenegg (Hohenek), wo gleichfalls eine halbe Hofstatt nach Feistritz verstiftet wurde, lässt sich als zweireihiges Straßendorf für die erste Hälfte des 12. Jahrhunderts festlegen.
Die in günstigerer Tallage errichteten Orte erweisen sich nicht zuletzt durch den Siedlungstyp als älter. Das gilt für Hofing, einen geteilten Herrenhof, wie für Mutzenfeld, das selbst aus einem Gründungshof hervorgegangen ist und dessen Hoffelder jenseits der Ilz liegen.
Mutzenfeld, sein Name wurde mit einem altdeutschen Rufnamen (Moda = Mut) gebildet, wird 1325 bei Vergabe von Salzburger von Salzburger Lehen an Leo von Raning erstmals urkundlich erwähnt. Hier gab es einen Braunkohlenabbau, die Grube wurde im Jahre 1964 geschlossen.

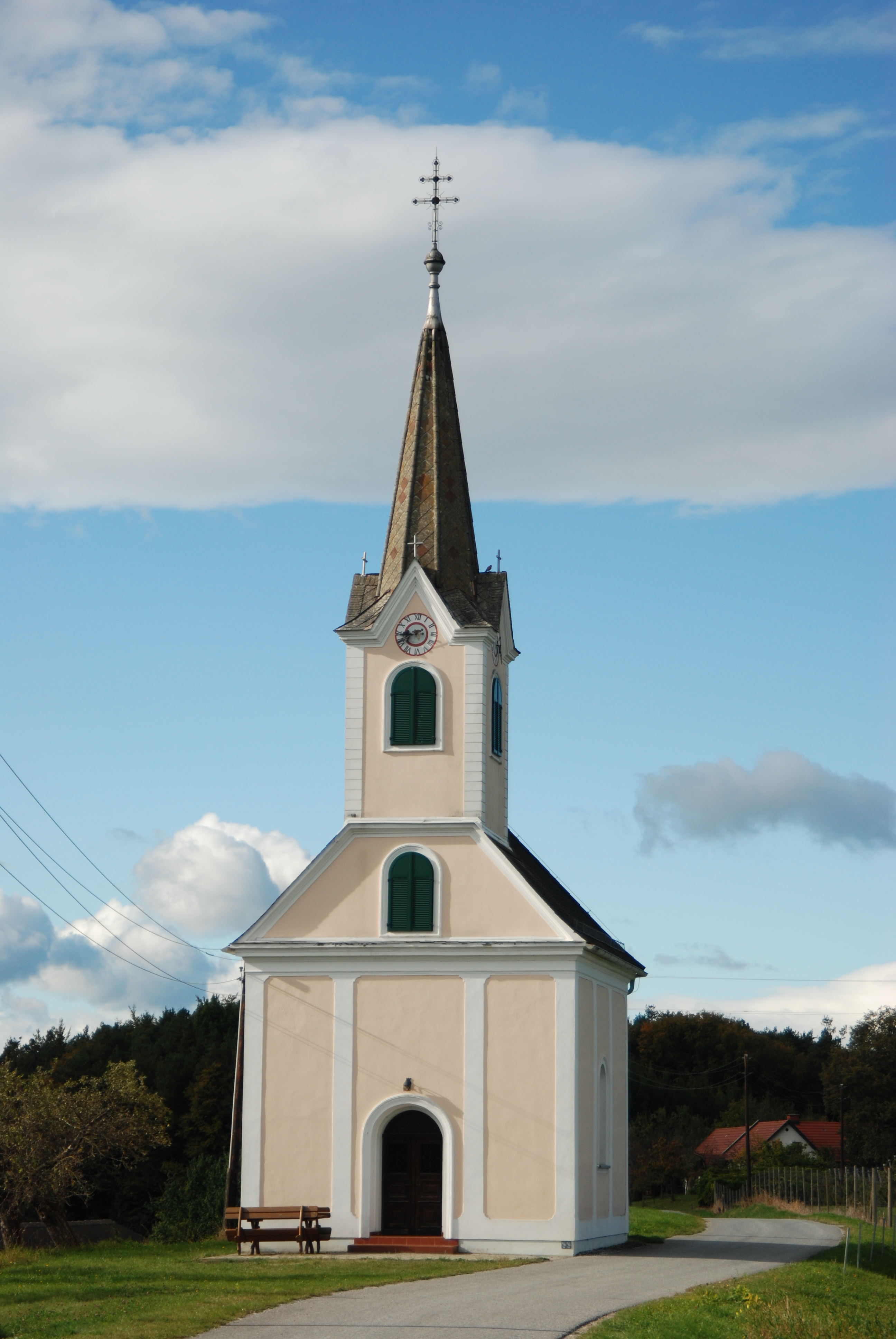
Kapelle Nestelbach

## Kultur und Sehenswürdigkeiten

### Bauwerke

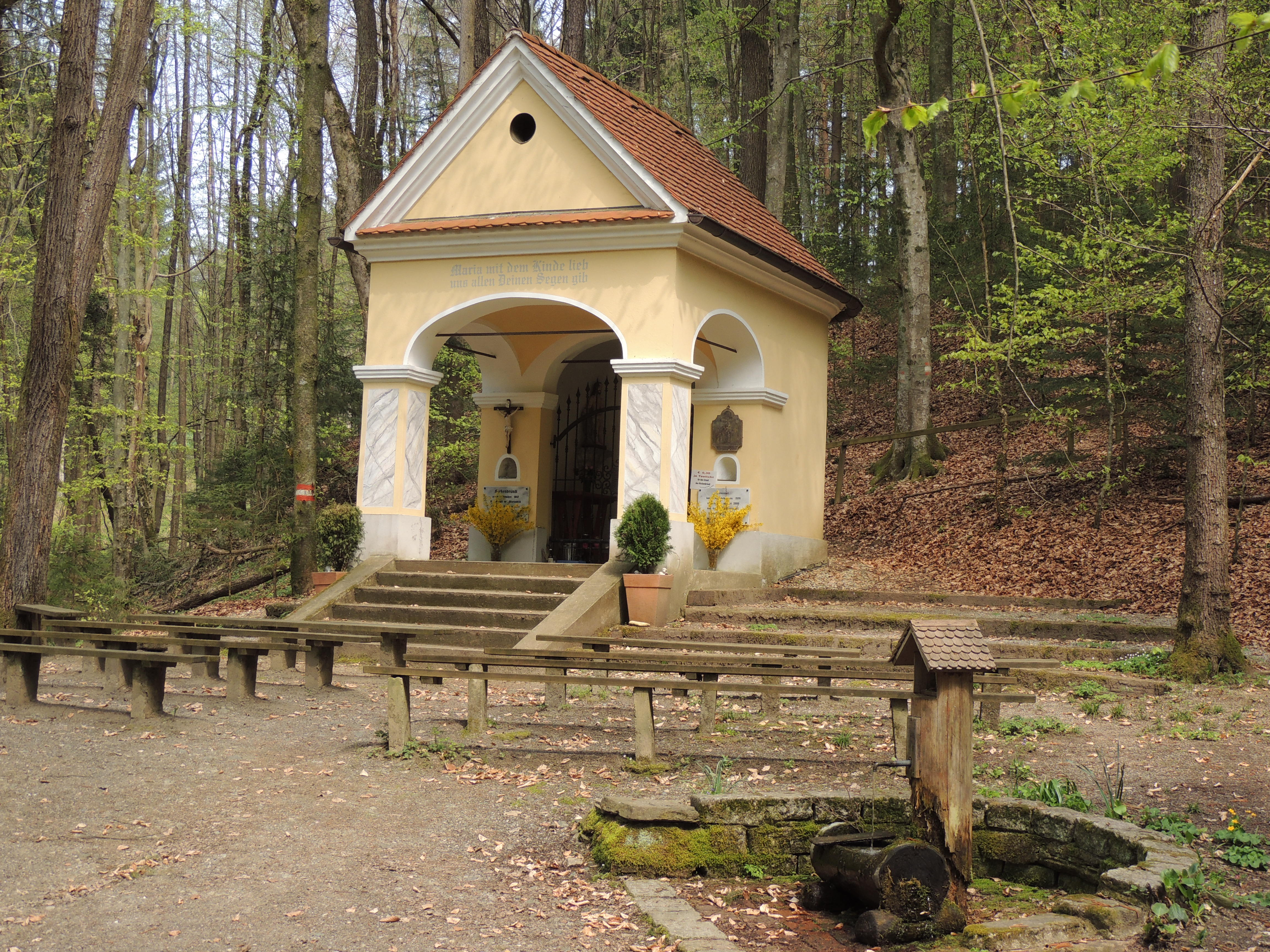
Köckenbründl mit Kapelle

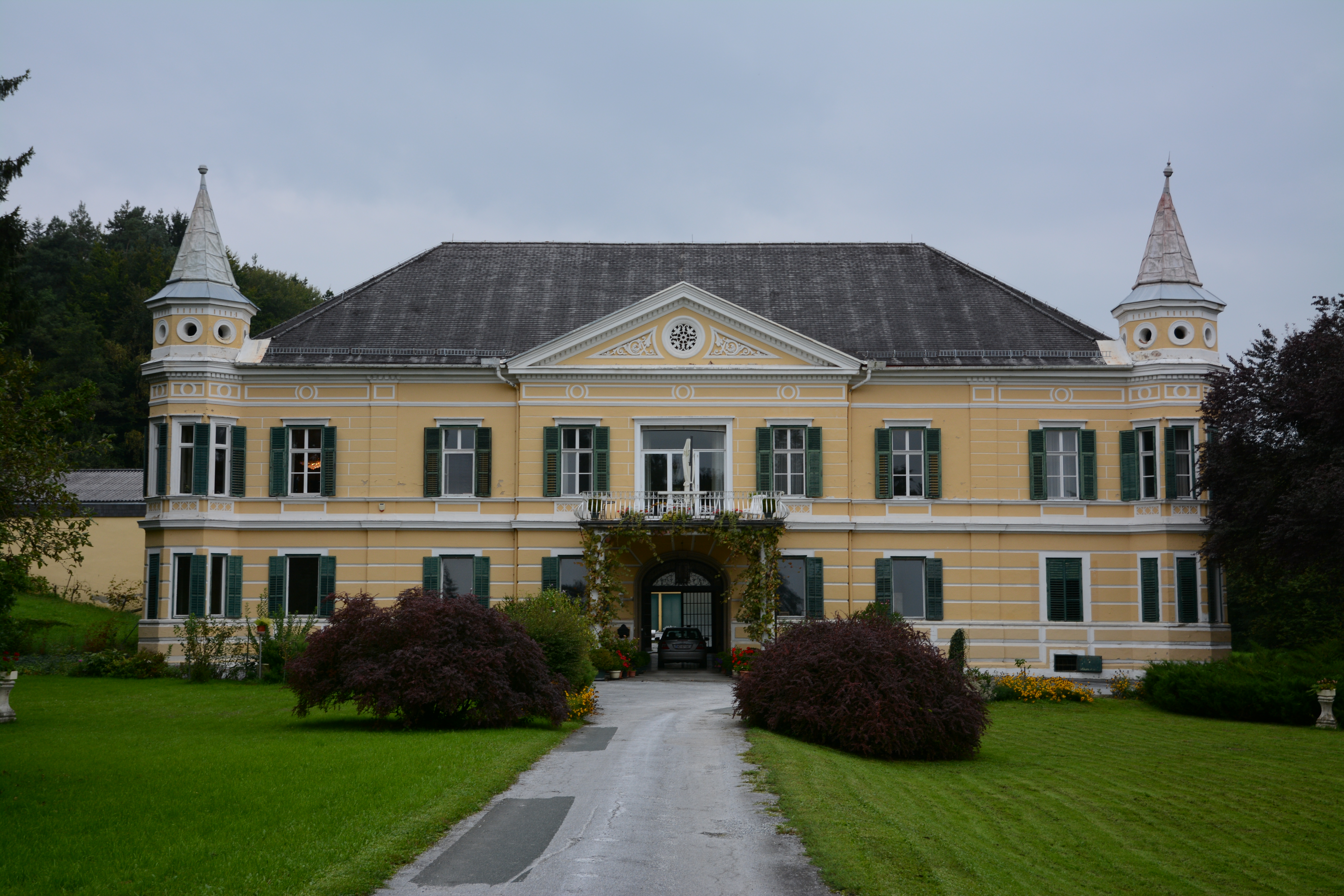
Schloss Uhlheim

- Das erstmals 1647 erwähnte und als Andachtsort beliebte „Köckenbründl“ liegt im Wald zwischen Nestelbach und Nestelberg. Das dem in Holzstämme gefassten Brunnen danebengesetzte ursprüngliche Holzmarterl mit Marienbild wurde von Anton Meister und Guttätern 1859 durch eine der Hl. Jungfrau Maria geweihten Kapelle ersetzt, die 1947 von Karl Prem renoviert wurde.
- Der langgestreckte Bau von „Schloss Uhlheim“ aus der Mitte des 19. Jahrhunderts gelangte nie zu historischer Bedeutung. Das im Stil des Historismus errichtete Gebäude hat den Charakter einer großstädtischen Villa, doch war mit ihm seinerzeit eine ausgedehnte Landwirtschaft verbunden. Der Komplex weist auf Grund seiner späten Errichtung keinerlei Wehreinrichtungen auf.
An der Vorderseite des zweigeschoßigen Schlosses treten zwei turmartige Eckbauten vor. Die Mittelzone wird durch einen einfachen Dreiecksgiebel betont. Im Inneren gibt es einen Saal sowie etliche repräsentative Räume die durch breite Treppe erschlossen werden. Der Weinkeller des Schlosses fasst über 2,5 Millionen Liter Wein.
Der Grund, auf dem das Schlösschen steht, gehörte zur Herrschaft Kalsdorf. Diese war von 1846 bis 1864 im Besitz von Josef Ritter von Uhl, als Inhaber des Poststallamtsregals für Wien eine wohlhabende Wiener Persönlichkeit. Er gilt auch als Bauherr des kleinen Schlosses, das seither seinen Namen trägt. Nach dem Tod des Bauherrn wurde Schloss Uhlheim zuerst von seinem jüngsten Sohn und dann von dessen Schwager übernommen. 1956 kauften Karl und Juliane Maier den Besitz und bauten ihn in ein Musterweingut und eine Weingroßhandlung um.

## Politik
Letzter Bürgermeister der Gemeinde war bis 31. Dezember 2014 August Friedheim.

### Wappen
Das Wappen wurde am 30. Oktober 1989 verliehen. Die Blasonierung (Wappenbeschreibung) lautet:
„von Gold und Grün im Wellenschnitt geteilt, oben fünf (3:2) schwarze Pflugscharen, unten gestürzt drei blühende goldene Nesseln.“
Es ist ein sogenanntes „redendes Wappen“; die fünf Pflugscharen, zugleich für die fünf Katastralgemeinden stehend, drücken die Schaffung einer Kulturlandschaft aus einer Urlandschaft (Nesseln) aus. Der Wellenschnitt bezeichnet die Teilung des Ilztales durch den Ilzbach.

## Persönlichkeiten

### Ehrenbürger
- 1980 Anton Peltzmann (1920–2000), Landesrat
- Rudolf Bloder († 2022), Alt-Vizebürgermeister von Nestelbach im Ilztal[6]